# Bildungszentrum Zofingen

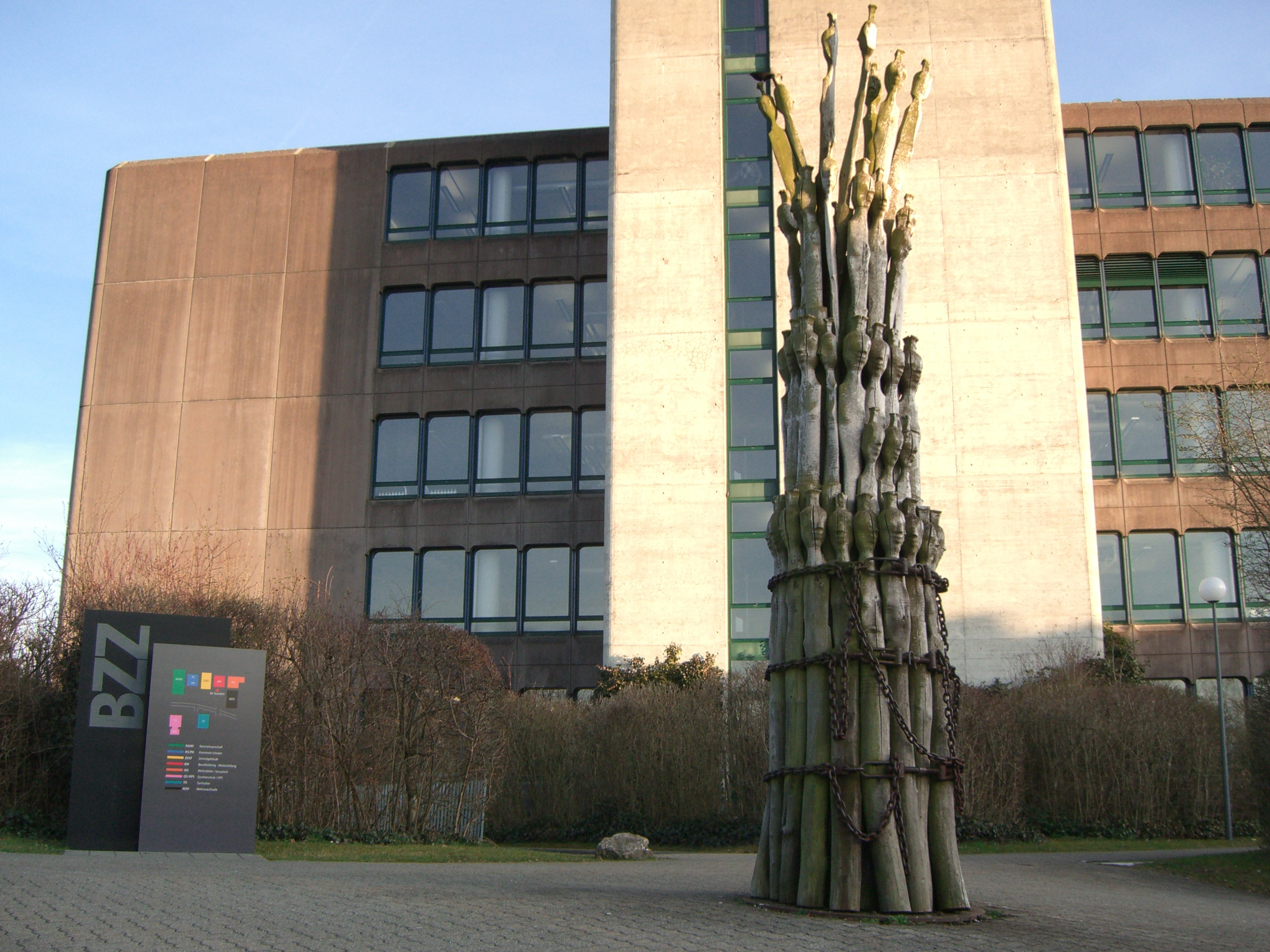
Bildungszentrum Zofingen

Das Bildungszentrum Zofingen (BZZ) ist ein Schulzentrum in Zofingen im Kanton Aargau in der Schweiz. Es umfasst mehrere kantonal und kommunal geführte Schulen. Dazu gehören eine Kantonsschule, zwei Berufsschulen, eine Primarschule, eine Heilpädagogische Sonderschule (HPS), und eine Sternwarte.

## Anlage
Das BZZ liegt südwestlich des Stadtzentrums an der Hauptstrasse in Richtung Strengelbach. Südlich dieser Strasse gruppieren sich um ein Zentralgebäude vier weitere, miteinander verbundene Gebäude, in denen die höheren Schulen untergebracht sind. Vorhanden sind eine Mensa, ein Mehrzwecksaal für bis zu 400 Personen, eine Aula für 200 Personen, ein Lehrsaal für 77 Personen und ein Seminarraum für 50 Personen. Nördlich der Strasse befinden sich eine Dreifachturnhalle, mehrere Aussensportanlagen, die Primarschule und die HPS. Auf dem Zentralgebäude befindet sich eine öffentlich zugängliche Sternwarte.

## Angebot

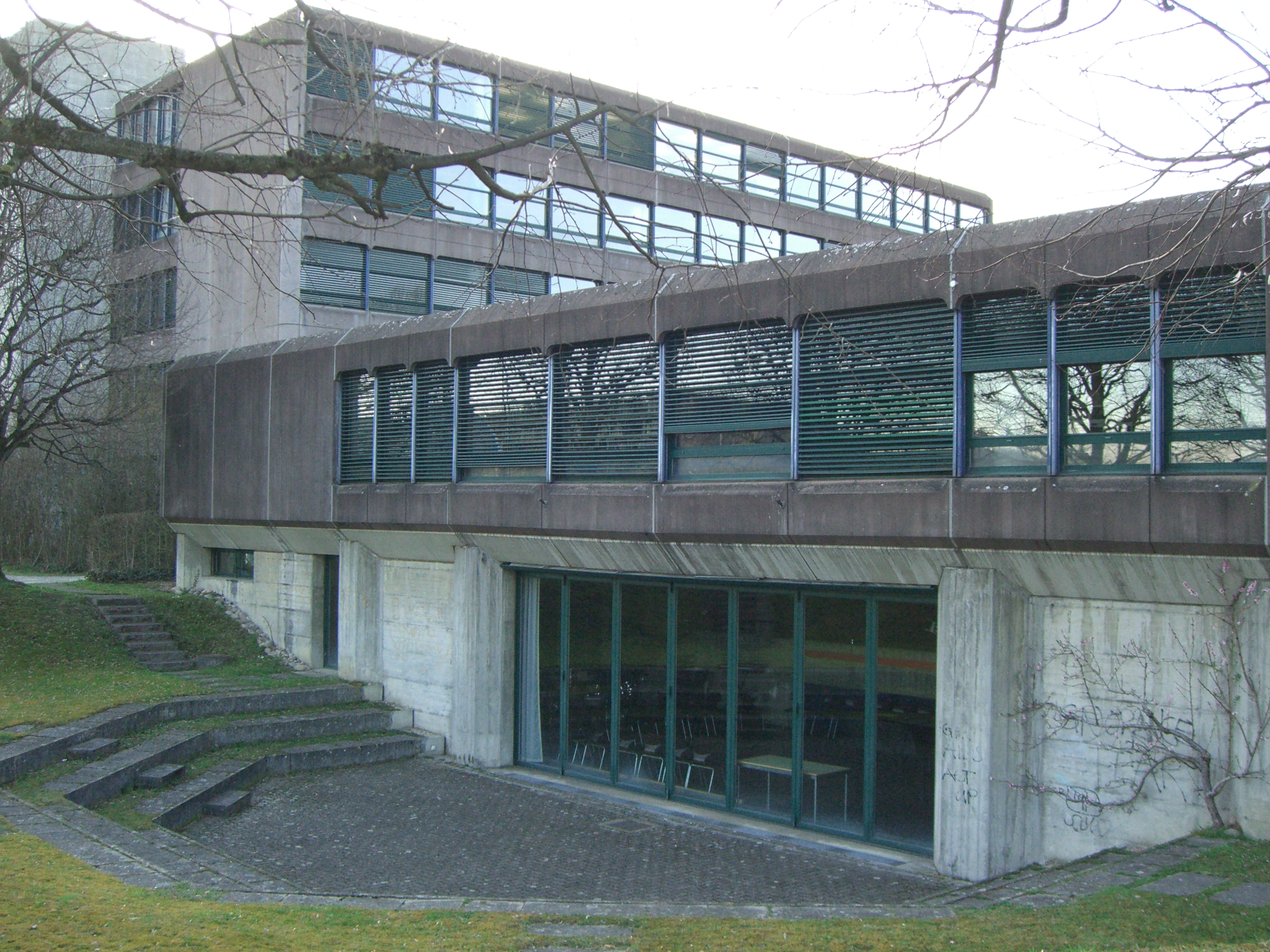
Bildungszentrum Zofingen, Sicht auf Aula

Die Kantonsschule Zofingen (KSZ) bietet eine vierjährige gymnasiale Ausbildung mit dem Abschluss einer eidgenössischen Matura an. 75 Lehrkräfte unterrichten rund 420 Schüler/-innen. Wahlweise kann die Ausbildung nur in Deutsch oder in Deutsch und Englisch (Immersion) absolviert werden. 2009 führte die KSZ ein eigenes pädagogisches Konzept zu selbstorganisiertem Lernen (SOL) ein, gemäss dem die Selbständigkeit und die Begabungen der Schülerinnen und Schüler gezielt gefördert werden sollen. Seit 2019/20 ist die Kantonsschule Zofingen vollständig auf "Bring Your Own Device" (BYOD) ausgerichtet.
An der Berufs- und Weiterbildungsschule Zofingen (BW Zofingen) erhalten rund 1200 Lehrlinge in kaufmännischen und handwerklichen Berufen ihre theoretische Ausbildung. In mehreren Lehrgängen besteht die Möglichkeit, die Berufsmaturität zu erlangen. Eine weitere Berufsschule ist die Inovatech, deren Schwerpunkt auf Technik und Informatik liegt.
Von der Stadt Zofingen geführt werden die Primarschule (1. bis 6. Klasse) und die HPS.

## Geschichte

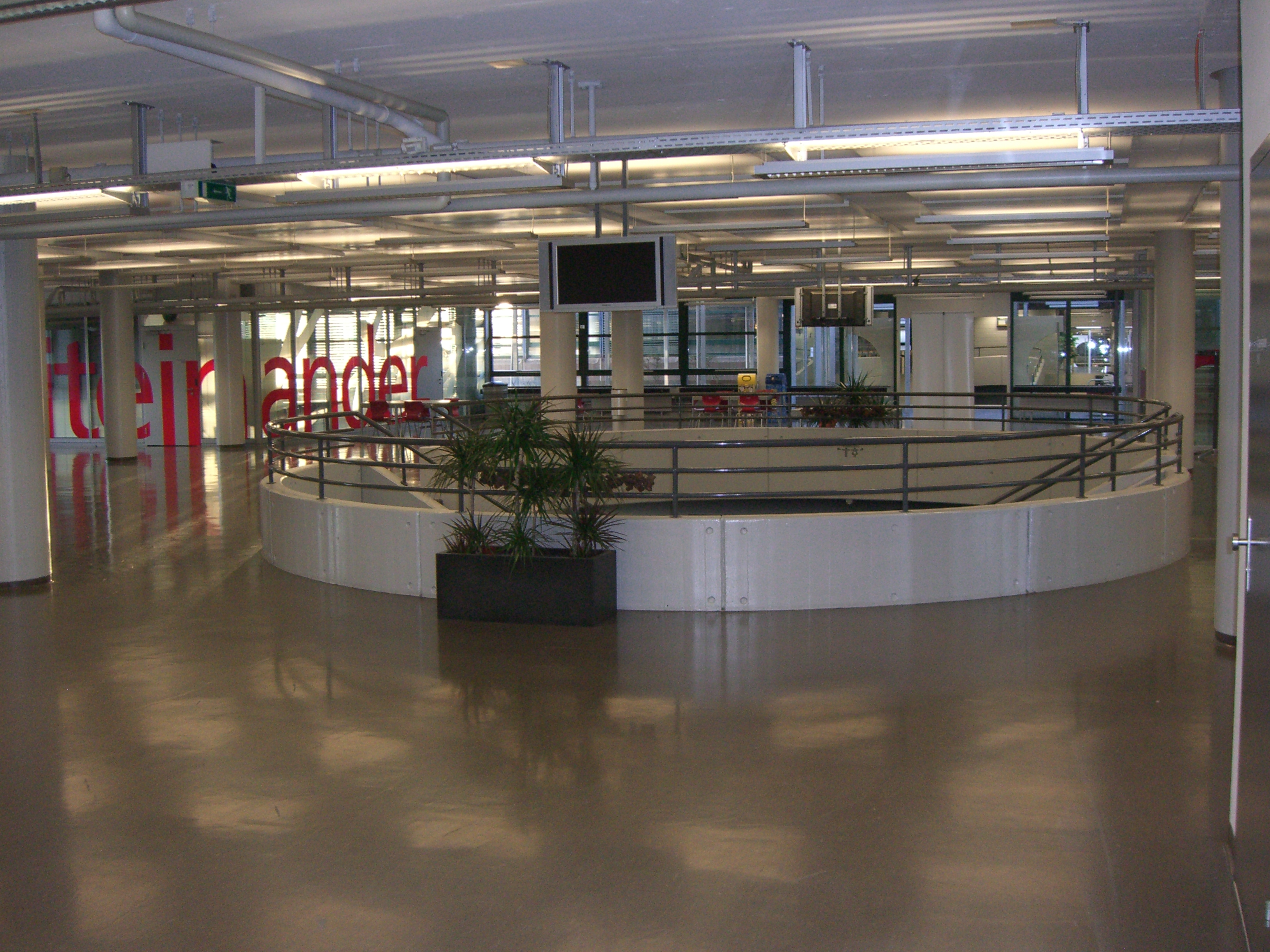
Bildungszentrum Zofingen

1962 wurde im Grossen Rat des Kantons Aargau eine Motion eingereicht, welche die Schaffung einer Kantonsschule in Zofingen forderte, um die bereits vorhandenen Standorte Aarau und Baden zu entlasten. Die Kantonsbehörden unterstützten das Vorhaben und die Stadt Zofingen stellte das Areal des Spitalhofs zur Verfügung. Neben der Kantonsschule sollten in Zofingen auch eine gewerbliche und eine kaufmännische Berufsschule, ein weiteres Primarschulhaus sowie eine Filiale des Lehrerseminars Aarau entstehen. Um die gymnasiale Ausbildung im Aargau dezentralisieren zu können, war eine Gesetzesänderung erforderlich, welche 1968 von den Aargauer Stimmberechtigten angenommen wurde.
Da die Kantonsschule Aarau mittlerweile ihre Kapazitätsgrenzen überschritten hatte, wurde die Kantonsschule Zofingen im Jahr 1973 provisorisch in Olten im Kanton Solothurn gegründet. 1974 befürworteten die Zofinger Stimmberechtigten einen Investitionskredit in der Höhe von 28 Millionen Franken. Es handelte sich um den höchsten Betrag, der bis dahin von der Stadt für ein Projekt eingesetzt worden war. 1975 nahm das Lehrerseminar seinen Betrieb in provisorischen Baracken auf, im April 1976 folgte die Eröffnung des BZZ. Später wurde das Seminar in eine Höhere Pädagogische Lehranstalt (HPL) umgewandelt. 1998 wollte der Aargauer Regierungsrat die HPL aus Spargründen schliessen, sah dann aber nach heftigem politischen Widerstand davon ab. Seit 2006 ist die Lehrerausbildung in die Fachhochschule Nordwestschweiz (FHNW) integriert. Im August 2013 wurde der FHNW-Standort Zofingen geschlossen und die Primarlehrerausbildung in den neuen Campus in Brugg-Windisch verlegt.

## Weblinks

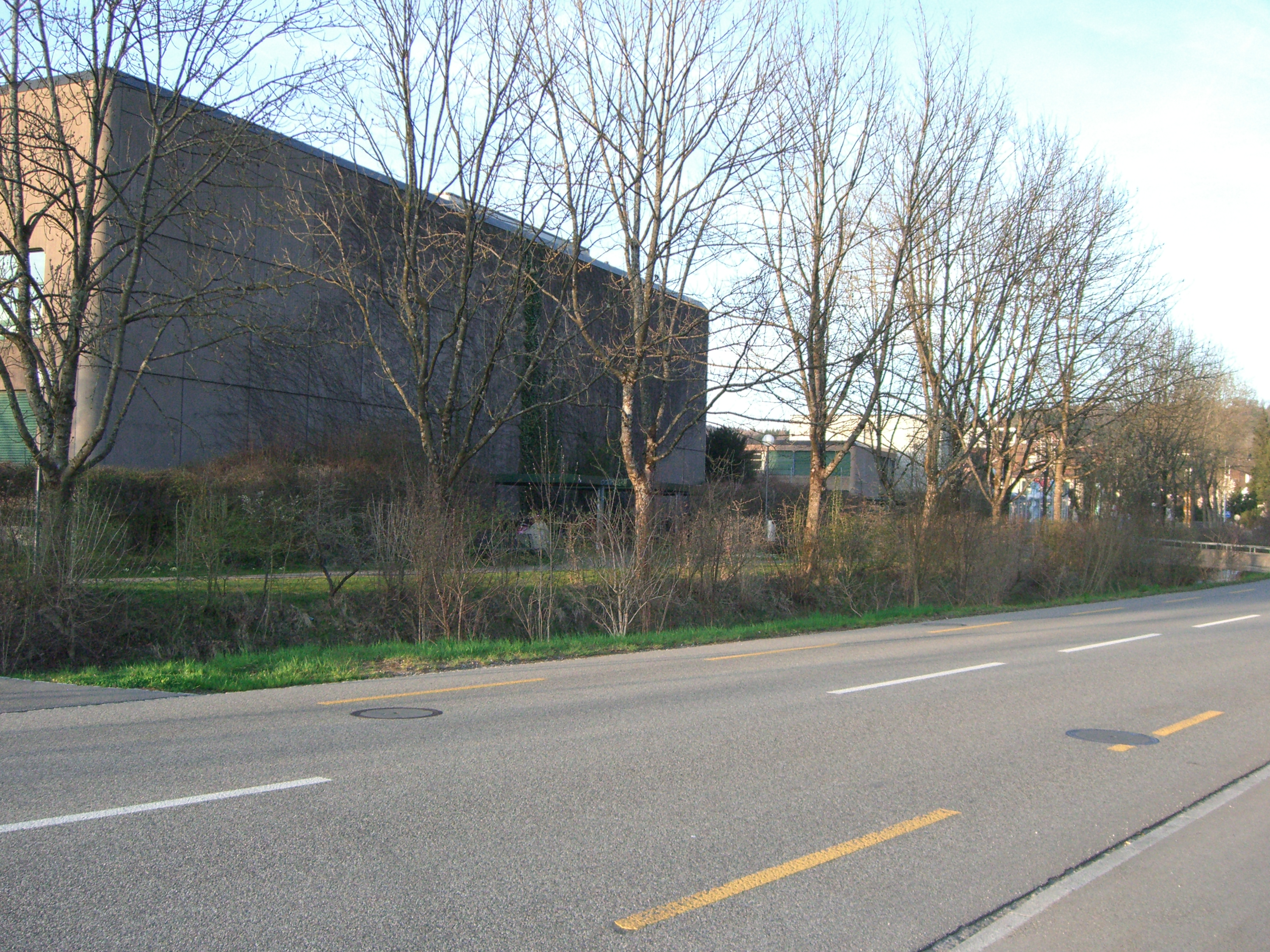
Bildungszentrum Zofingen, Turnhalle